# 8578 Shojikato
8578 Shojikato (1996 WZ) là một tiểu hành tinh vành đai chính được phát hiện ngày 19 tháng 11 năm 1996 bởi T. Kobayashi ở Oizumi.